# Сламнати аргумент
Сламнати аргумент или аргумент страшила је врста логички неваљаног реторичког аргументовања. Назив потиче од (енгл. strawman - сламнато страшило), а описује аргумент против сламнатог уместо против правог човека или става. Укључује замену теза, а може бити и подврста ад хоминем напада. Припада теорији медијске манипулације.
Означава ситуацију у којој неко, чешће намерно, иако може бити и због заблуде, погрешно протумачи или изврне изјаву друге стране те затим побија своје изврнуто значење изјаве. Тиме се он служи сламнатим аргументом. Сламнати аргумент, тако створен, представља тврђење које је лакше побити. Назив аргумента упућује на то да се ради о замени тежег објекта за напад (изворне изјаве) лакшом метом (метом од сламе), изврнутим значењем аргумента. Изврнути аргумент може имати и улогу страшила, изазивања одбојности према изворном аргументу код онога коме је упућена реторика, публици напада на сламнато страшило. 
Исход успешне употребе сламнатог аргумента је логички неваљано побијање (пораз или омаловажавање) изворне тезе. Суштинска логичка грешка је у томе што се не покушава побити аргумент који је прва особа дала, него нешто сасвим друго. У реторици, сламнатом аргументу се прибегава зато што је основни аргумент теже побити, а измењени много лакше.

## Настанак
Када особа А изнесе неки аргумент, а особа Б у потпуности занемари (или не примети) кључну поенту изјаве особе А, те преиначи аргумент дајући му више или мање измењено значење и затим га почне побијати, особа Б користи сламнати аргумент.
Следећи узорци описују настанак:
- Особа 1 држи став X
- Особа 2 занемарује одређене кључне поставке става X и мења их наизглед сличним ставом Y. Начињени став Y је искривљено значење става X, а могуће га је створити на више начина, укључујући:
- * Представљањем неодговарајуће варијанте противниковог става, на пример, поједностављивањем противниковог аргумента и нападом на банализовану верзију.
- * Вађењем противникових речи из контекста, одабиром навода који не исказују став на одговарајући начин.
- * Представљањем као заступника става X некога ко став брани нарочито лоше; следи побијање аргумената које износи "заступник" што ствара привид пораза сваког подржаваоца идеје X, односно и саме идеје.
- * Увођењем у расправу измишљене особе чије се понашање или уверење затим критикује, посредно придајући њене особине групи према којој је говорник ненаклоњен, коју на тај начин критикује.
- Особа 2 напада (и оповргава) став Y и закључује како је став X оспорен и/или лажан и/или неваљан и/или штетан...

## Примери
Сламнати аргументи често се јављају у јавним иступима и расправама као што су следећи: 

### Измишљени примери
А: Требало би да снизимо порезе.
Б: Не би требало, јер без пореза држава не може функционисати.
Изнесени предлог снижавања пореза особа Б поједностављује (замењује) укидањем пореза, подижући тако предлог особе А на теже брањив ниво. 
Ц: Сунчани дани су добри.
Д: Када би сви дани били сунчани, не бисмо имали кише, а без кише имали бисмо сушу - смрт.
У наведеном примеру Б лажно представља како А сматра да су само сунчани дани добри што је изјава коју је лако оспорити. А заправо није ништа рекао о кишним данима, није изјавио да не би требало да их буде. 
Ф: Требало би дати деци сладолед сваког дана после школе.
Г: То би било поприлично штетно за њихово здравље.
Ф: Зар желиш да нам деца гладују?
Особа Ф мења став да деци не би требало дати сладолед сваког дана јер би то било штетно за њихово здравље ставом да им не би требало дати ништа за јело.